# Alphonse Bilé
Alphonse Bilé (Abidjan, 20 maggio 1950) è un ex cestista, allenatore di pallacanestro e dirigente sportivo ivoriano.

## Carriera
Con la Costa d'Avorio ha disputato i Campionati mondiali del 1982 e due edizioni dei Campionati africani (1978, 1981).
Da allenatore ha guidato la Costa d'Avorio ai Campionati mondiali del 1986.